# 4. domobranski pehotni polk (Avstro-Ogrska)
Za druge 4. polke glejte 4. polk.
4. domobranski pehotni polk (nemško k.k. Landwehr Infanterie Regiment Nr. 4) je bil pehotni polk avstro-ogrskega Domobranstva.

## Zgodovina
Polk je bil ustanovljen leta 1889. 

### Prva svetovna vojna
Polkovna narodnostna sestava leta 1914 je bila sledeča: 79% Nemcev in 21% drugih. Naborni okraj polka je bil v Celovec, pri čemer so bile polkovne enote tudi garnizirane v tem mestu.
11. aprila 1917 je bil polk preimenovan v 1. gorski strelski polk.

## Poveljniki polka
- 1898: Titus Kraft[2]
- 1914: Friedrich Eckhardt von Eckhardtsburg[1]